# Il Grido della Stirpe
Il Grido della Stirpe è stato un settimanale statunitense, di ispirazione fascista, pubblicato in lingua italiana a New York dal 1923 al 1941.

## Storia
Il settimanale fu fondato nel 1923 da Domenico Trombetta, un ex-anarchico emigrato in America e divenuto un sostenitore entusiasta del Partito fascista. Tra i molti periodici fondati in quel periodo negli Stati Uniti per propagandare le idee fasciste nelle comunità italiane, Il Grido si distinse per la sua ortodossa fedeltà e radicalismo tanto da creare qualche imbarazzo alle stesse autorità consolari italiane le quali temevano che un approccio propagandistico troppo diretto potesse essere controproducente alla causa fascista.
Fin dalla sua costituzione il giornale si schierò a favore della costituzione negli Stati Uniti di cellule locali del Partito fascista e fu tra i principali sostenitori della Fascist League of North America creata nel 1925 sotto la presidenza di Paolo Thaon di Revel per raccogliere i Fasci italiani all'estero. Anche dopo lo scioglimento dell'organizzazione, Trombetta cercò di mantenerla in vita con l'esperienza della Federazione del Littorio (1930-32).
Il regime mussoliniano fu riconoscente a Domenico Trombetta, tanto da rimuovere ufficialmente nel 1933 il suo nome dalla lista dei sorvegliati speciali dalla polizia dove erano finito per i suoi trascorsi anarchici, anche se negli anni Trenta le autorità italiane preferirono ufficialmente un approccio propagandistico più indiretto, coordinato da Ugo Veniero D'Annunzio, puntando sulla copertura di associazioni culturali come la Società Dante Alighieri o la Casa Italiana della Columbia University e sulla simpatia di vasti ambienti della comunità italoamericana, a cominciare dal quotidiano Il progresso italo-americano di Generoso Pope.
Il regime italiano tuttavia continuò a sostenere economicamente il settimanale di Trombetta, che ben serviva come veicolo di espressione più esplicita e diretta della propaganda fascista verso gli elementi più radicali. Il settimanale continuò ad esercitare questa funzione anche quando l'approvazione delle leggi razziali del 1938 cominciò ad alienare le aperture di credito e le simpatie che il fascismo aveva riscosso anche tra gli elementi più moderati della comunità italoamericana. Il Grido si distinse anzi per l'appoggio virulento dato alla propaganda razziale e antisemita, non solo nel giustificare le decisioni prese dal regime in Italia ma anche cercando di mostrarne la validità nel contesto americano.
Nel momento stesso in cui l'Italia entrò in guerra contro gli Stati Uniti nel dicembre 1941, il settimanale fu chiuso, Trombetta fu arrestato come enemy alien e confinato a Ellis Island. Il 28 settembre 1942 sarà privato della cittadinanza americana, per ironia della sorte da un giudice italoamericano di origine ebraica, Matthew T. Abruzzo.